# Hyloxalus pulchellus
Espèce
Synonymes
- Phyllodromus pulchellum Jiménez de la Espada, 1875
- Colostethus pulchellus (Jiménez de la Espada, 1875)
- Phyllobates taeniatus Andersson, 1945
- Phyllobates riocosangae Andersson, 1945
- Colostethus tergogranularis Rivero, 1991

Statut de conservation UICN

 NT  : Quasi menacé
Hyloxalus pulchellus  est une espèce d'amphibiens de la famille des Dendrobatidae.

## Répartition
Cette espèce se rencontre entre 1 590 et 2 970 m d'altitude, :
- en Colombie dans les départements de Cauca et de Nariño dans la cordillère Centrale ;
- en Équateur dans les provinces de Sucumbíos, de Napo et de Tungurahua sur le versant Est de la cordillère Orientale.

## Description
Les mâles mesurent de 17,3 à 21,5 mm et les femelles de 19,6 à 24,4 mm.

## Publication originale
- Jiménez de la Espada, 1875 : Vertebrados del viaje al Pacifico : verificado de 1862 a 1865 por una comisión de naturalistas enviada por el Gobierno Español : batracios, p. 1-208 (texte intégral).